# Association Sportive et Culturelle Diaraf
La Association Sportive et Culturelle Jaraaf (Asociación Deportiva y Cultural Diaraf) es un club de fútbol senegalés de la ciudad de Dakar. A veces su nombre es escrito ASC Diaraf debido a la francesización del nombre oficial escrito en lengua wolof.
Su lema es  YARU YEEWU YEETE, que significa disciplina, despertar y educación.

## Historia
Fue fundado el 9 de mayo de 1933 en la capital Dakar con el nombre Foyer France Sénégal, nombre que utilizaron hasta 1960, año en que lo cambiaron por su nombre actual.

## Palmarés
- Liga senegalesa de fútbol: 13

1968, 1970, 1975, 1976, 1977, 1982, 1989, 1995, 2000, 2004, 2010, 2018, 2025
- Copa senegalesa de fútbol: 16

1967, 1968, 1970, 1973, 1975, 1982, 1983, 1985, 1991, 1993, 1994, 1995, 2008, 2012, 2013, 2023
- - Finalista: 6

1971, 1976, 1979, 1981, 1992, 2004
- Copa de la Liga de Senegal: 0
  - Finalista: 1

2010
- Copa de la Asamblea Nacional de Senegal: 5

1987, 1991, 2003, 2006, 2018
- - Finalista: 3

2000, 2004, 2005
- Copa del África Occidental Francesa: 1

1948

## Participación en competiciones de la CAF
| Temporada | Torneo                            | Ronda            | Club                   | Casa | Visita | Global      |
| --------- | --------------------------------- | ---------------- | ---------------------- | ---- | ------ | ----------- |
| 1968      | Copa Africana de Clubes Campeones | 1                | FAR Rabat              | 0-1  | 0-2    | 0-3         |
| 1971      | Copa Africana de Clubes Campeones | 1                | Stade Malien           | 3-0  | 0-4    | 3-4         |
| 1976      | Copa Africana de Clubes Campeones | 1                | Os Balantas            | 6-1  | 4-1    | 10-2        |
| 1976      | Copa Africana de Clubes Campeones | 2                | Lomé I                 | 1-0  | 1-1    | 1-2         |
| 1976      | Copa Africana de Clubes Campeones | Cuartos de final | Hafia FC               | 2-2  | 0-4    | 2-6         |
| 1977      | Copa Africana de Clubes Campeones | 1                | ASC Garde Nationale    | 3-0  | 2-0    | 5-0         |
| 1977      | Copa Africana de Clubes Campeones | 2                | Hearts of Oak          | 1-1  | 1-2    | 2-3         |
| 1983      | Copa Africana de Clubes Campeones | Preliminar       | Gambia Ports Authority | 4-0  | 2-0    | 6-0         |
| 1983      | Copa Africana de Clubes Campeones | 1                | Africa Sports          | 0-0  | 0-0    | 0-0 (3-0 p) |
| 1983      | Copa Africana de Clubes Campeones | 2                | JE Tizi-Ouzou          | 1-0  | 0-0    | 1-0         |
| 1983      | Copa Africana de Clubes Campeones | Cuartos de final | KAC de Kenitra         | 2-1  | 1-1    | 3-2         |
| 1983      | Copa Africana de Clubes Campeones | Semifinales      | Asante Kotoko FC       | 2-1  | 0-2    | 2-3         |
| 1984      | Recopa Africana                   | 1                | Mighty Blackpool       | 2-0  | 1-2    | 3-2         |
| 1984      | Recopa Africana                   | 2                | Al-Ahly                | 2-1  | 0-2    | 2-3         |
| 1986      | Recopa Africana                   | 1                | Starlight FC           | 1-1  | 1-1    | 2-2 (4-3 p) |
| 1986      | Recopa Africana                   | 2                | CS Hammam-Lif          | 2-1  | 0-1    | 2-2 (a)     |
| 1990      | Copa Africana de Clubes Campeones | 1                | Heartland FC           | 1-0  | 0-3    | 1-3         |
| 1992      | Recopa Africana                   | 1                | ASFAG                  | 2-2  | 0-1    | 2-3         |
| 1996      | Copa Africana de Clubes Campeones | 1                | AS Kaloum Star         | 0-0  | 1-1    | 1-1 (a)     |
| 1996      | Copa Africana de Clubes Campeones | 2                | ASEC                   | 0-0  | 1-1    | 1-1 (a)     |
| 1996      | Copa Africana de Clubes Campeones | Cuartos de final | CS Sfaxien             | 3-1  | 0-5    | 3-6         |
| 1999      | Copa CAF                          | 1                | FC Man                 | 1-0  | 3-0    | 4-0         |
| 1999      | Copa CAF                          | 2                | WAC Casablanca         | 1-1  | 1-2    | 2-3         |
| 2001      | Liga de Campeones de la CAF       | 1                | Real de Banjul FC      | 1-0  | 1-1    | 2-1         |
| 2001      | Liga de Campeones de la CAF       | 2                | ASEC                   | 2-0  | 0-2    | 2-2 (2-4 p) |
| 2004      | Liga de Campeones de la CAF       | 1                | ASFAG                  | 1-0  | 2-1    | 3-1         |
| 2004      | Liga de Campeones de la CAF       | 2                | Enyimba                | 2-0  | 0-3    | 2-3         |
| 2005      | Liga de Campeones de la CAF       | Preliminar       | Fello Star             | 2-1  | 0-1    | 2-2 (a)     |
| 2006      | Liga de Campeones de la CAF       | Preliminar       | LPRC Oilers            | 3-2  | 0-0    | 3-2         |
| 2006      | Liga de Campeones de la CAF       | 1                | Enyimba                | 0-0  | 0-2    | 0-2         |
| 2007      | Liga de Campeones de la CAF       | Preliminar       | Maranatha FC           | 1-0  | 0-3    | 1-3         |
| 2009      | Copa Confederación de la CAF      | Preliminar       | ASF Bobo-Dioulasso     | 1-1  | 0-0    | 1-1 (a)     |
| 2010      | Copa Confederación de la CAF      | 1                | FUS Rabat              | 2-1  | 0-2    | 2-3         |
| 2011      | Liga de Campeones de la CAF       | Preliminar       | Gambia Ports Authority | 2-0  | 1-1    | 3-1         |
| 2011      | Liga de Campeones de la CAF       | 1                | Djoliba AC             | 3-0  | 1-1    | 4-1         |
| 2011      | Liga de Campeones de la CAF       | 2                | Espérance              | 0-1  | 0-5    | 0-6         |
| 2011      | Copa Confederación de la CAF      | Play-Off         | JS Kabylie             | 1-1  | 0-2    | 1-3         |
| 2014      | Copa Confederación de la CAF      | Preliminar       | Ebusua Dwarfs          | 0-0  | 0-1    | 0-1         |
| 2018/19   | Liga de Campeones de la CAF       | Preliminar       | US Koroki              | 1-0  | 0-1    | 1-1 (4-2 p) |
| 2018/19   | Liga de Campeones de la CAF       | 1                | Wydad Casablanca       | 3-1  | 0-2    | 3-3 (a)     |
| 2018/19   | Copa Confederación de la CAF      | Playoff          | RS Berkane             | 2-0  | 1-5    | 3-5         |
| 2020/21   | Copa Confederación de la CAF      | Preliminar       | Kano Pillars           | 3-1  | 0-0    | 3-1         |
| 2020/21   | Copa Confederación de la CAF      | 1                | FC San Pédro           | 0-1  | 2-1    | 3-3 (a)     |
| 2020/21   | Copa Confederación de la CAF      | Playoff          | FC Platinum            | 1-0  | 1-0    | 2-0         |
| 2020/21   | Copa Confederación de la CAF      | Fase de grupos   | CS Sfaxien             | 1-1  | 0-0    | 1° Lugar    |
| 2020/21   | Copa Confederación de la CAF      | Fase de grupos   | ES Sahel               | 1-0  | 0-2    | 1° Lugar    |
| 2020/21   | Copa Confederación de la CAF      | Fase de grupos   | Salitas FC             | 2-0  | 1-0    | 1° Lugar    |
| 2020/21   | Copa Confederación de la CAF      | Cuartos de final | Cotonsport Garoua      | 2-1  | 0-1    | 2-2 (a)     |

## Jugadores

### Jugadores destacados
| - Henri Camara - Niouky Desire - Pape Cire Dia - Mustapha Diallo - Oumar Diallo - Papa Bouba Diop - Mame Biram Diouf - Dieylani Fall | - Fary Faye - Khadim Faye - Sergine Ibrahima Moreau - Moussa N'Diaye - Ousmane N'Doye - André Senghor - Thierno Youm |